# Meteosat
A Meteosat geostacionárius műholdak egy sorozata, melynek üzemeltetője az EUMETSAT, a Meteosat Transition Programme (MTP), valamint a Meteosat Second Generation (MSG) program keretein belül. Az MTP programot azért indították útjára, hogy meggyőződjenek az 1995-ben véget ért Meteosat Operational Programme műveleti folytonosságáról, valamint a 2004-ben elindított Meteosat Second Generation (MSG) program folytatja ezt a folyamatot, fejlettebb műholdak felhasználásával. Az MSG program a MTG (Meteosat Third Generation) program befejeztéig szolgáltat további információkat bolygónk légköri állapotáról, illetve annak különböző elemeiről.

## Első generáció

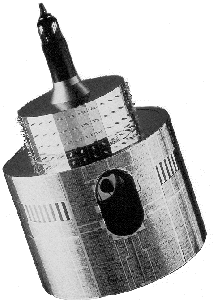
Első generációs Meteosat egyik műholdjának képe

A Meteosat-1-estől a Meteosat-7-ig terjedő műholdak folyamatos és megbízható meteorológiai adatokat, megfigyeléseket szolgáltattak az űrből nagyobb felhasználói kör számára. Ezen műholdak mindegyike mára már kivonásra került. Működésük alatt a Meteosat First Generation műholdak minden félórában képeket küldtek három spektrális csatornáról (infravörös, látható tartomány) továbbá vízgőz, a Meteosat Visible and Infrared Imager (MVIRI) rendszeren keresztül, egészen 2017 februárjáig. A Meteosat-7 biztosította az Indiai-óceánról az elsődleges képeket, melyekhez az adatokat a Data Collection Platforms (DCP) rendszer keretein belül továbbította, mely többek közt a meteorológiai bóják, illetve az Indiai-óceánon létrehozott Tsunami Warning System (Cunami Riasztási Rendszer) adatait is kezeli. A Meteosat-7 utolsó képeit 2017. március 31-én küldte. Ezen műholdakat a COSMOS konzorcium, az Aérospatiale vállalattal karöltve gyártotta a Cannes Mandelieu Űrközpontban, továbbá a Prime, valamint a Matra, az MBB, a Selenia Spazio, a Marconi vállalatok közreműködésével.
E műholdak átmérője 2,1 méter volt, tömegük 282 kg, míg hosszuk 3,195 méter, keringésük közben 100 fordulatot tettek meg saját tengelyük körül percenként.

## Fordítás
Ez a szócikk részben vagy egészben  a   Meteosat című angol Wikipédia-szócikk ezen változatának fordításán alapul.  Az eredeti cikk szerkesztőit annak laptörténete sorolja fel. Ez a jelzés csupán a megfogalmazás eredetét és a szerzői jogokat jelzi, nem szolgál a cikkben szereplő információk forrásmegjelöléseként.